# Gene Sedric

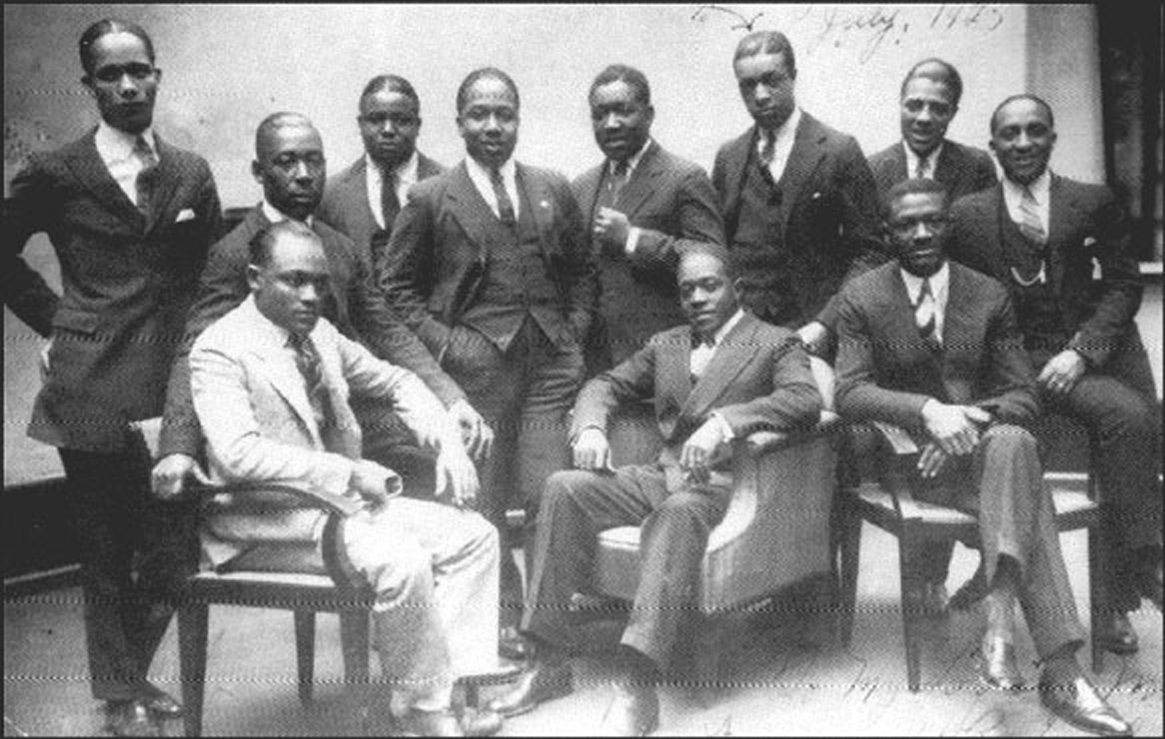
Sam Wooding und sein Orchester 1925 in Berlin, Gene Sedric (stehend, zweiter von links)

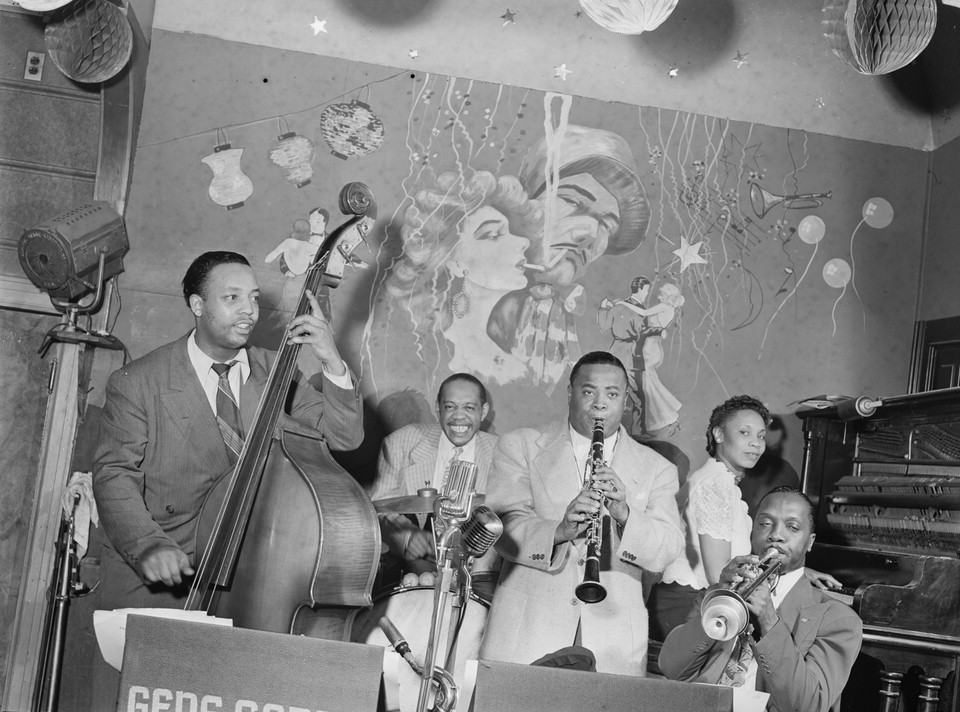
(Von links) Danny Settle, Slick Jones, Gene Sedric, Mary Lou Williams und Lincoln Mills, Auftritt in The Place, New York, ca. Juli 1946.
Fotografie von William P. Gottlieb.

Gene Sedric, eigentlich Eugene Hall Sedric, (* 17. Juni 1907 in St. Louis; † 3. April 1963 in New York City) war ein US-amerikanischer Tenorsaxophonist und Klarinettist.

## Leben und Wirken
Sedric war der Sohn des Ragtimepianisten Paul „Can Can“ Sedric. Bevor er 1934 bei Fats Waller einstieg, hatte er schon eine kleine Musikerkarriere hinter sich, spielte bei Charlie Creath (1922), in den Vergnügungsdampferbands von Fate Marable und Dewey Jackson, dann in den Big Bands bei Sam Wooding (1923 bis 1934) und Fletcher Henderson. 1938 entstanden erstmals Aufnahmen unter eigenem Namen; 1943 hatte er eine eigene Band; in den 1940er Jahren arbeitete er auch mit Jimmy McPartland, Bobby Hackett und Phil Moore. In den 1950er Jahren arbeitete er u. a. mit Mezz Mezzrow (1953 in Frankreich, wo er für das Label Swing aufnahm) und Conrad Janis.
Sedric galt als Meister des „Big Sound“ und war der Klarinettenlehrer des berühmten Laien-Jazzers Woody Allen.

## Diskographische Hinweise
- Gene Sedric 1938–1947 (Classics)